# Ambassade du Maroc au Japon
L'ambassade du Maroc au Japon est la représentation diplomatique du royaume du Maroc au Japon. Elle est située au Minami Aoyama 5-4-30 Minato-ku, Tokyo 107-0062, la capitale du pays. Depuis le 13 octobre 2016, son ambassadeur est Mohammed Rachad Bouhlal.

## Liste des ambassadeurs
| Ambassadeur                   | image | date de début de mission | date de remise des lettres de créance | date de fin de mission | Rois du Maroc         |
| ----------------------------- | ----- | ------------------------ | ------------------------------------- | ---------------------- | --------------------- |
| Taib Sebti                    |       |                          | 5 novembre 1965                       | 14 août 1967           | Hassan II             |
|                               |       |                          |                                       |                        | Hassan II             |
|                               |       |                          | 16.juillet 1973                       |                        | Hassan II             |
|                               |       |                          |                                       |                        | Hassan II             |
| Abdelaziz Benjelloun,         |       |                          |                                       |                        | Hassan II             |
| Saadeddine Taeb               |       | 18 septembre 1990        |                                       |                        | Hassan II             |
| Mohamed Tangi                 |       | 23 février 1998          |                                       | 2003                   | Hassan II/Mohammed VI |
| Abdelkader Lechheb            |       | 29 avril 2003            |                                       | 6 novembre 2008        | Mohammed VI           |
| Samir Arrour                  |       | 2009                     |                                       | 2016                   | Mohammed VI           |
| Mohammed Rachad Bouhlal (en), |       | 13 octobre 2016          |                                       |                        | Mohammed VI           |